# Zaragoza
Zaragoza (phát âm: Xa-ra-gô-xa) là thủ phủ của tỉnh Zaragoza và vùng Aragón, Tây Ban Nha. Zaragoza nằm ở khoảng trung tâm của vùng Aragón và trung tâm của lưu vực sông Ebro. Dòng sông này với hai phụ lưu là sông Huerva và sông Gállego chảy qua thành phố.
Theo thống kê vào năm 2007, dân số ở thành phố Zaragoza là 667.034 người,, xếp thứ năm ở Tây Ban Nha; ước tính vào năm 2006, khu vực trung tâm có tổng số dân là 783.763 người. Đô thị tự trị Zaragoza là nơi ở của hơn 50% người dân Aragón. Nằm ở độ cao tuyệt đối 199 m, Zaragoza cùng với Madrid, Barcelona, Valencia, Bilbao và Toulouse (Pháp) tạo nên một "giao lộ" rộng, trải dài trên 300 km (200 dặm).

## Khí hậu
| Dữ liệu khí hậu của Zaragoza (1981–2010) | Dữ liệu khí hậu của Zaragoza (1981–2010) | Dữ liệu khí hậu của Zaragoza (1981–2010) | Dữ liệu khí hậu của Zaragoza (1981–2010) | Dữ liệu khí hậu của Zaragoza (1981–2010) | Dữ liệu khí hậu của Zaragoza (1981–2010) | Dữ liệu khí hậu của Zaragoza (1981–2010) | Dữ liệu khí hậu của Zaragoza (1981–2010) | Dữ liệu khí hậu của Zaragoza (1981–2010) | Dữ liệu khí hậu của Zaragoza (1981–2010) | Dữ liệu khí hậu của Zaragoza (1981–2010) | Dữ liệu khí hậu của Zaragoza (1981–2010) | Dữ liệu khí hậu của Zaragoza (1981–2010) | Dữ liệu khí hậu của Zaragoza (1981–2010) |
| Tháng                                    | 1                                        | 2                                        | 3                                        | 4                                        | 5                                        | 6                                        | 7                                        | 8                                        | 9                                        | 10                                       | 11                                       | 12                                       | Năm                                      |
| ---------------------------------------- | ---------------------------------------- | ---------------------------------------- | ---------------------------------------- | ---------------------------------------- | ---------------------------------------- | ---------------------------------------- | ---------------------------------------- | ---------------------------------------- | ---------------------------------------- | ---------------------------------------- | ---------------------------------------- | ---------------------------------------- | ---------------------------------------- |
| Cao kỉ lục °C (°F)                       | 20.0 (68.0)                              | 22.5 (72.5)                              | 28.3 (82.9)                              | 32.4 (90.3)                              | 36.5 (97.7)                              | 41.0 (105.8)                             | 43.1 (109.6)                             | 42.8 (109.0)                             | 39.2 (102.6)                             | 32.0 (89.6)                              | 28.4 (83.1)                              | 22.0 (71.6)                              | 43.1 (109.6)                             |
| Trung bình ngày tối đa °C (°F)           | 10.5 (50.9)                              | 13.1 (55.6)                              | 17.3 (63.1)                              | 19.6 (67.3)                              | 24.1 (75.4)                              | 29.3 (84.7)                              | 32.4 (90.3)                              | 31.7 (89.1)                              | 27.1 (80.8)                              | 21.4 (70.5)                              | 14.8 (58.6)                              | 10.8 (51.4)                              | 21.0 (69.8)                              |
| Trung bình ngày °C (°F)                  | 6.6 (43.9)                               | 8.2 (46.8)                               | 11.6 (52.9)                              | 13.8 (56.8)                              | 18.0 (64.4)                              | 22.6 (72.7)                              | 25.3 (77.5)                              | 25.0 (77.0)                              | 21.2 (70.2)                              | 16.2 (61.2)                              | 10.6 (51.1)                              | 7.0 (44.6)                               | 15.5 (59.9)                              |
| Tối thiểu trung bình ngày °C (°F)        | 2.7 (36.9)                               | 3.3 (37.9)                               | 5.8 (42.4)                               | 7.9 (46.2)                               | 11.8 (53.2)                              | 15.8 (60.4)                              | 18.3 (64.9)                              | 18.3 (64.9)                              | 15.2 (59.4)                              | 11.0 (51.8)                              | 6.3 (43.3)                               | 3.2 (37.8)                               | 10.0 (50.0)                              |
| Thấp kỉ lục °C (°F)                      | −10.4 (13.3)                             | −11.4 (11.5)                             | −6.3 (20.7)                              | −2.4 (27.7)                              | 0.5 (32.9)                               | 1.6 (34.9)                               | 8.0 (46.4)                               | 8.4 (47.1)                               | 4.8 (40.6)                               | 0.6 (33.1)                               | −5.6 (21.9)                              | −9.5 (14.9)                              | −11.4 (11.5)                             |
| Lượng Giáng thủy trung bình mm (inches)  | 21 (0.8)                                 | 22 (0.9)                                 | 19 (0.7)                                 | 39 (1.5)                                 | 44 (1.7)                                 | 26 (1.0)                                 | 17 (0.7)                                 | 17 (0.7)                                 | 30 (1.2)                                 | 36 (1.4)                                 | 30 (1.2)                                 | 21 (0.8)                                 | 322 (12.7)                               |
| Số ngày giáng thủy trung bình (≥ 1.0 mm) | 4.0                                      | 3.9                                      | 3.7                                      | 5.7                                      | 6.4                                      | 4.0                                      | 2.6                                      | 2.3                                      | 3.2                                      | 5.4                                      | 5.1                                      | 4.8                                      | 51.1                                     |
| Độ ẩm tương đối trung bình (%)           | 75                                       | 67                                       | 59                                       | 57                                       | 54                                       | 49                                       | 47                                       | 51                                       | 57                                       | 67                                       | 73                                       | 76                                       | 61                                       |
| Số giờ nắng trung bình tháng             | 131                                      | 165                                      | 217                                      | 226                                      | 274                                      | 307                                      | 348                                      | 315                                      | 243                                      | 195                                      | 148                                      | 124                                      | 2.693                                    |
| Nguồn: Agencia Estatal de Meteorología   |                                          |                                          |                                          |                                          |                                          |                                          |                                          |                                          |                                          |                                          |                                          |                                          |                                          |

## Di tích
- Giáo đường La Seo

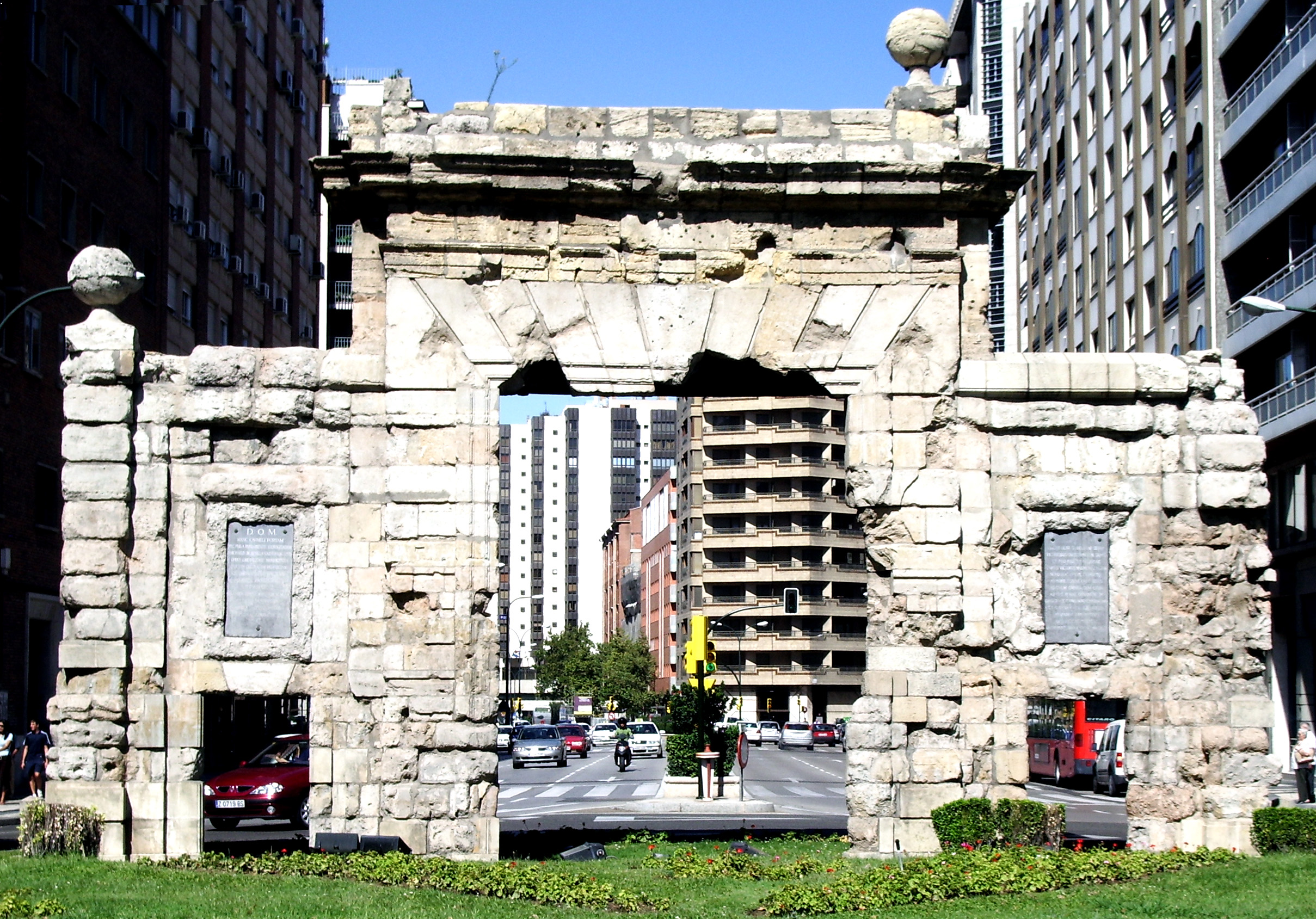
Cổng Carmen

- Basilica of Our Lady of the Pillar
- Madonna del Pilar
- Aljaferia